# Gare d'Atna
La gare d'Atna est une gare ferroviaire norvégienne de la ligne de Røros, située dans le village d'Atna sur le territoire de la commune de Stor-Elvdal dans le comté de Hedmark. 
Elle est mise en service en 1876 et perd son guichet en 1991.
C'est une halte voyageurs de la Norges Statsbaner (NSB).

## Situation ferroviaire
Établie à 357 mètres d'altitude, la gare d'Atna est située au point kilométrique (PK) 271,78 de la ligne de Røros, entre les gares ouvertes de Koppang et de Hanestad.

## Histoire
La gare d'Atna est mise en service le 17 octobre 1877 pour les voyageurs et les marchandises.
Elle est déclassée et devient une simple halte voyageurs sans personnel le 26 novembre 1991.

## Service des voyageurs

### Accueil
C'est une halte voyageurs de la NSB qui dispose d'un bâtiment avec une salle d'attente ouverte tous les jours. Seuls les quais sont accessibles aux personnes en fauteuil.
Un passage de niveau planchéié permet l'accès au quai central.

### Desserte
Atna est desservie par des trains régionaux de la relation Røros-Hamar.

### Intermodalité
Un parking (10 places) pour les véhicules y est aménagé.